# Hololepta
Hololepta is een geslacht uit de familie Histeridae.

## Kenmerken
Deze sterk afgeplatte, donkerbruine kever heeft een hard pantser met dekvleugels, die korter zijn dan het lijf. De poten hebben een verbrede tibia. De kop bevat twee grote gekromde kaken en antennen met een eindknotsje.